# Edinburg (Maine)
Edinburg es un pueblo ubicado en el condado de Penobscot en el estado estadounidense de Maine. En el Censo de 2010 tenía una población de 131 habitantes y una densidad poblacional de 1,44 personas por km².

## Geografía
Edinburg se encuentra ubicado en las coordenadas 45°10′7″N 68°41′21″O / 45.16861, -68.68917. Según la Oficina del Censo de los Estados Unidos, Edinburg tiene una superficie total de 90.67 km², de la cual 90.67 km² corresponden a tierra firme y (0%) 0 km² es agua.

## Demografía
Según el censo de 2010, había 131 personas residiendo en Edinburg. La densidad de población era de 1,44 hab./km². De los 131 habitantes, Edinburg estaba compuesto por el 99.24% blancos, el 0% eran afroamericanos, el 0.76% eran amerindios, el 0% eran asiáticos, el 0% eran isleños del Pacífico, el 0% eran de otras razas y el 0% pertenecían a dos o más razas. Del total de la población el 0% eran hispanos o latinos de cualquier raza.